# Broom (Warwickshire)
Broom – osada w Anglii, w Warwickshire. Leży 10,2 km od miasta Stratford-upon-Avon, 22,5 km od miasta Warwick i 142,9 km od Londynu. W 2015 miejscowość liczyła 585 mieszkańców. Broom jest wspomniana w Domesday Book (1086) jako Brome.